# Nabil Maleh
Nabil Maleh (àrab: نبيل المالح, Nabīl al-Māliḥ) (Damasc, 28 de setembre de 1936 – Dubai, 24 de febrer de 2016) va ser un artista sirià, realitzador, documentalista, guionista, productor, professor, pintor i poeta. Se l'honora i recorda com el pare del cinema sirià.
Nabil va publicar més de 1.000 articles en contes curts, assajos i poemes. Va ser escriptor i director d'unes 150 obres curtes, experimentals i documentals i dotze llargmetratges, incloent els llargmetratges Al-Kompars i The Leopard.
Va obtenir més de 60 premis en festivals de cinema internacionals, incloent-hi diversos premis d'assoliments per la seva obra. Diverses de les seves pel·lícules estan en el currículum d'escoles de cinema internacionals; i, va ensenyar direcció cinematogràfica, actuació, escriptura i estètica en moltes universitats, centres i associacions, com Universitat de Texas a Austin i en la Universitat de Califòrnia a Los Angeles.

## Biografia
Maleh va néixer en una família de classe mitjana alta, a Damasc. Quan tenia 14 anys, solia escriure articles polítics per a periòdics locals. Més tard als 16 anys, va anar a República Txeca per a estudiar física nuclear. No obstant això, immediatament es va enamorar de la indústria cinematogràfica quan se li va demanar que fos un extra en una pel·lícula; llavors va anar a estudiar a la Escola de cinema de Praga (FAMU, sigles en txec), els estudiants del qual, després inclourien a Milos Forman i a Jiří Menzel. Mentre estudiava, va treballar an la Arab Radio Transmission, una estació txeca en llengua àrab, dirigida a l'Orient Mitjà. Els anys escolars de Nabil van estar plens d'inspiració cultural; va escriure: -"A més de l'aspecte tècnic i els alts estàndards artístics, FAMU va crear i va desenvolupar una base cultural molt sofisticada per al cineasta. La cultura era part de la vida quotidiana, un esdeveniment diari, un nou llibre, joc, concert, un debat interessant. I tot estava accessible. És l'únic lloc on vaig trobar la cultura gratuïta. Vaig viure durant un mes a Praga pel que un concert amb seients dolents hauria costat a París.”-
Va acabar l'escola, i va tornar a la seva llar en 1964, però en un any va tornar a l'estranger.

### Carrera com a director
Després de graduar-se, en 1964; i, tornar a Síria, Maleh va ser proclamat el primer graduat de cinema europeu al seu país natal. Va ser convidat a una nova organització nacional de cinema establerta per a controlar i dirigir un dels primers llargmetratges de l'organització. Maleh va escriure un guió basat en la novel·la de l'autor sirià Haidar Haidar The Leopard. Una setmana abans que comencés el rodatge, el Ministeri de l'Interior va prohibir la projecció de la pel·lícula. Només el 1971 es va estrenar la pel·lícula; i, Maleh es va fer popular. "The Leopard" va tenir un gran èxit i va introduir el cinema sirià a l'escenari mundial. Maleh va filmar moltes pel·lícules sobre la guerra a Palestina i a Vietnam. La seva pel·lícula "Labor" va ser prohibida a Síria perquè tenia una representació negativa d'una figura del govern. El 1979, va presentar la seva segona pel·lícula "Fragments". Malgrat l'èxit de la pel·lícula, la relació del director amb el govern sirià va ser costa avall. Va deixar Síria pels EUA, on va ensenyar producció cinematogràfica a la Universitat de Texas a Austin i a la Universitat de Califòrnia, Los Angeles amb una beca Fulbright. Va passar els següents deu anys a Europa, principalment a Grècia, i va continuar escrivint. En 1992, l'Organització Nacional de Cinema de Síria el va convidar a tornar a dirigir la pel·lícula a Damasc per a dirigir la seva pròxima gran obra The Extras.
Amb la seva empresa de producció Ebla, que porta el nom d'una font de la Edat de Bronze de la civilització siriana, Maleh va produir diversos documentals per a mercats estrangers, inclòs "Un dia beduí", narrat en anglès i distribuït a Europa per una companyia britànica.
Va continuar escrivint, va produir un guió d'un thriller polític sobre un oficial iraquià escapat que s'amaga entre els turistes en Líban. El film Hunt Feast (Festa de caça), filmat en 2005 en una realització conjunta siriano-britànica, però roman tancat en una batalla legal. A l'any següent, el Festival Internacional de Cinema de Dubai honra a Maleh, Oliver Stone i a l'estrella de Bollywood Shah Rukh Khan, per la seva destacada contribució al cinema.

## Obra

### Cinema
Nabil Maleh es va convertir en el pare de la cinematografia siriana, no sols era director, sinó també guionista i productor. Les seves obres van ser apreciades en la comunitat mundial. La seva primera pel·lícula Family Problem (1964) va tenir una durada de 35 min i l'estrena va tenir lloc a Praga. Després d'aquesta pel·lícula, va crear tres obres més que van ser patrocinades per la televisió siriana, A Surprise, Dreams, Two Man and Woman. Totes les seves pel·lícules duraven 70 min; i, a través de les seves pel·lícules, Nabil reaccionava en temes moderns com el conflicte palestí o la guerra de Vietnam. Napalm (1970) va ser la seva reacció davant la injustícia que va tenir lloc a Vietnam i Palestina. El director sempre va tractar de seguir els problemes moderns, i la influència dels problemes "externs" sempre es podia veure en les seves obres. Per exemple, va filmar el curt documental Rocks (1970) per a mostrar dures condicions de treballadors de pedreres. La pel·lícula més influent es va fer en 1970, Men Under the Sun (Homes sota el sol), on Nabil Maleh va expressar la lluita del poble palestí.
El període més productiu del director va ser en la dècada de 1970. Durant aquesta dècada, es va crear un nom per a si mateix en la societat global. The Leopard (1972) li va portar fama. Per al rodatge de The Leopard, el director va rebre el Premi Especial del Festival Internacional de Cinema de Locarno). En aquesta pel·lícula, Nabil va expressar els enfrontaments entre el sistema feudal a Síria i els seus rivals. En 1981, va abandonar Síria; i, després de deu anys, va produir una de les pel·lícules més populars de la seva filmografia: The Extra (1993). Allí, va plantejar el problema comú de les relacions entre homes i dones, que va ser molt agut a Síria. Quan un jove i una vídua tracten d'estar junts, i s'enfronten a la condemna de la societat.

#### Documentals
Juntament amb dures pel·lícules, Nabil va treballar en una sèrie de documentals, expressant diferents problemes als països del Golf. El documental A Bedouin Day (1981) podria ser el millor exemple de la pròxima familiaritat de Nabil amb el món exterior, i la velocitat amb la qual ell va respondre a diferents esdeveniments. Un dia beduí és una resposta a la representació occidental dels pobles àrabs. El documental mostra que difícil és la vida per als beduïns. The Holy Crystal (2008) és un breu documental de 26 min descrivint a la societat siriana composta per musulmans i cristians. El documental descriu com aquest veïnat influeix en la vida econòmica i cultural de Síria. El tema de les relacions entre musulmans i cristians a Síria era pròxim a Nabil Maleh. En el mateix any, 2008, el director també es va inspirar en la pel·lícula Damascene Bouquet que va durar 13 min; i, en aquest breu documental hi ha molt de significat: descriu un esdeveniment rar que va tenir lloc en 2006: la Nadal va coincidir amb la major litúrgia musulmana Eid al-Adha (Celebració del Sacrifici). Aquestes són les celebracions principals en totes dues religions, i Nabil va demostrar com dues comunitats treballaven juntes per a celebrar. Mentre Occident intentava descriure negativament a les comunitats àrabs, Nabil intentava treure a la llum la veritat sobre la qüestió de les religions.

## Premis i distincions
- 1972: va guanyar el Premi del Jurat en el Festival Internacional de Cinema per a Joves de Damasc.
- 2005: El Cheetah va ser seleccionat com una de les pel·lícules atemporals en la història del cinema al 10è Festival Internacional de Cinema de Busan a Corea del Sud.
- 2000: la seva pel·lícula "The Compasses" va guanyar el premi al millor director del Caire Festival i dos premis del Arab Film Festival a París, el millor guió del Festival de València i el Silver of the Rimini Festival.
- 2006: honrat pel Festival Internacional de Cinema de Dubái, per la seva contribució al setè art i els seus esforços per desenvolupar la indústria cinematogràfica.[6]

A Europa, on va viure durant anys, va treballar per a la UNESCO quan va fundar Cinema Foundation.